# Confraternita di San Pasquale Baylón
La Confraternita di San Pasquale Baylón (Muy Ilustre Cofradía de San Pascual Baylón in spagnolo) è una confraternita cattolica spagnola.

## Storia
Venne fondata nel 1730 grazie a una bolla papale di Clemente XI, con la finalità di "promuovere il culto del Santissimo Sacramento e di San Pasquale Baylón, trasmettere la dottrina cristiana in nome della Chiesa; favorire la pratica dei sacramenti ed esercitare la carità".
La prima sede fu il convento di San Juan de Ribera dei frati alcantarini, ma, con la desamortización di Mendizábal, l'ordine venne espulso dal convento e la confraternita trovò nuova sistemazione nella chiesa di San Giovanni dell'Ospedale nel 1835; tornò poi nel convento originario nel 1845, ma a causa di un nuovo proprietario dovette trasferirsi nel 1865 nella parrocchia di San Tommaso. Vi fece ritorno nel 1880, rimanendovi fino al 1898.
Dal 25 febbraio del 1943 ha sede nella parrocchia di San Pasquale Baylón dell'arcidiocesi di Valencia, in cui ha il privilegio di poter essere l'unica confraternita intitolata al santo.